# 都築紗矢香
都築 紗矢香 （つづき さやか、1982年7月11日 - ）は、九州および関東で活動するフリーアナウンサー。
福岡で活動していた時代は都築 さやか （読み方同じ）ひらがな表記だった。

## プロフィール
- 出身地：愛媛県松山市
- 学歴：北九州市立大学 法学部 日本政治学専攻
- 星座：蟹座
- 資格：ジュニアアスリートフードマイスター、世界遺産検定２級、乗馬検定５級、普通自動車運転免許
- 特技：家庭料理、野球のスコア付け、バレーボール
- 趣味：茶道、野球・競馬観戦、犬と遊ぶこと、ウォーキング(歩くのが好きと公言している)

## 来歴
- 元々は地元愛媛の新聞記者志望だった。そのため西日本スポーツでコラム連載はとても嬉しかったという。
- 大学在学時福岡のアナウンススクールに通い、その縁で地元テレビ局のリポーターとして活動。当時は「都築さやか」という芸名だった。
- 2006年12月より、テレビ西日本の契約キャスターとなる。同局人気長寿番組『とべとべホークス』の8代目キャスターとなりスポーツ関連の様々な番組に出演。7代目は牧尾結衣アナウンサー。5代目はプロ野球選手、杉内俊哉夫人の上葉えりかである。
- テレビ西日本との契約満了後、2010年4月から『ずばり!横濱』（tvk）をはじめ、関東地区でも活動するようになる。桐島瑞希、鈴木沙和子とともに「ずば横3人娘」として登場した。番組での愛称はサーヤ。番組MCの佐藤亜樹と仲がよく、本人のTwitterに度々登場している。この頃から漢字で都築紗矢香を名乗る。東京の草野仁事務所に移籍。
- イベント、国際会議などの司会業、ナレーションでも幅広く活動している。

## 出演

### テレビ
- 日立 世界・ふしぎ発見! ミステリーハンター（TBS、2016年3月5日、10月22日）
  - 第1387回 『インド洋の秘島から大追跡！ モーリシャスと日本を結ぶ幻の宝物』
  - 第1412回 『フィレンツェの光と闇！ モンスターINFERNO（地獄）』
- news every.（日本テレビ） - 特集・リポーター。
- ずばり!横濱（テレビ神奈川、2010年4月〜2013年3月） - リポーター。
- とべとべホークス（テレビ西日本、2006年12月〜2009年12月） - キャスター。
- 経済人バイオグラフィー〜3枚の写真〜 （BS11） - アシスタントMC。
- 週末Doする生テレビ（JCN・J:COM） - アシスタントMC。
- デイリーニュース（J:COM 横浜） - 水曜日キャスター
- デイリーニュース - 金曜日キャスター（ジェイコム東葛葛飾）
- DO!カルチャー（日テレジータス）
- 水曜馬スペ!(グリーンチャンネル)

### 新聞・雑誌
- コラム「ホーク愛」 西日本スポーツ 2007年～2009年。

### インターネット
- JRA「日本全国ぶらり競馬場の旅」（小倉競馬場の紹介。動画）